# Michael Rosenhoff
Michael Rosenhoff (* 8. August 1963 in Kassel) ist ein deutscher Kontrabassist.

## Leben
Michael Rosenhoff absolvierte schon parallel zum Abitur ein Studium zum Kirchenmusiker mit C-Examen. Zunächst studierte er Kontrabass und Klavier an der dortigen Musikakademie (1985 bis 1990) sowie später an der Folkwang-Hochschule Essen (1990–92) bei Michael Barry Wolf.
Er nahm an Kontrabass-Meisterkursen bei Michinori Bunya 1988 und Michael Barry Wolf 1989 und 1990 teil. Ab 1989 wirkte er als Tutti-Kontrabassist bei den Bremer Philharmonikern, der Thüringen Philharmonie Suhl, dem Staatstheaterorchester Kassel und dem Göttinger Symphonie Orchester. Seit 1994 gehört er als Solo-Kontrabassist dem Leipziger Symphonieorchester an.
Am 28. September 2013 wurde Michael Rosenhoff im Rahmen des Festkonzertes zum 50. Jubiläum des Leipziger Symphonieorchesters in Anerkennung und Würdigung seiner langjährigen Tätigkeit als Solo-Kontrabassist des Leipziger Symphonieorchesters der Ehrentitel „Kammervirtuose“ verliehen.
Michael Rosenhoff lebt in Geithain/Sachsen.